# Філіп Делаверіс
Філіп Делаверіс (норв. Filip Delaveris, нар. 10 грудня 2000, Осло, Норвегія) — норвезький футболіст, форвард клубу «Бранн».

## Ігрова кар'єра
Філіп Делаверіс починав футбольну кар'єру у молодіжній команді столичного клубу «Люн». Також він був членом молодіжної команди «Одда». Саме у складі останнього Делаверіс і дебютував на дорослому рівні у листопаді 2018 року.
У січні 2020 року Делаверіс підписав контракт на 3,5 роки з нідерландським «Вітессом». Але провів у команді лише одну гру у жовтні того року. Травма не дала змоги футболісту закріпитися в основі нідерландського клубу і в зимове трансферне вікно сезону 2020/21 нападник повернувся до Норвегії, де приєднався до клубу Елітсерії «Бранн».